# Bitoma obsoleta
Bitoma obsoleta is een keversoort uit de familie somberkevers (Zopheridae). De wetenschappelijke naam van de soort werd in 1914 gepubliceerd door Thomas Broun.